# Лінія Пікаділлі
Лінія Пікаділлі (англ. Piccadilly) — лінія Лондонського метрополітену. Позначається темно-синім кольором на схемах. З 53 станцій 25 розташовані під землею.
Прямує від Кокфостерс у північному передмісті Лондона до станції Актон-таун на заході, де є розгалуження: одна лінія прямує до аеропорту Хітроу, а інша — Аксбрідж на північному заході Лондона.
Це четверта за пасажирообігом лінія метро якою скористались 210 мільйонів пасажирів в 2011/12. Це, головним чином підземна лінія, з низкою дистанцій на поверхні, в основному на заході. Вона названа на честь Пікаділлі, що прямує над лінією між Гайд-парк-корнер та Пікаділлі-серкус. Деякі з її станцій використовуються лінією Дистрикт (між Саут-Кенсінгтоном та Ілінг-Коммон), а деякі — спільно з Центральною лінією метрополітену (від Рейнерс-лейн до Аксбрідж).
Від лінії Пікаділлі у кроковій досяжності знаходиться багато туристичних визначних пам'яток Лондона, включаючи Британський музей (станція Рассел-сквер), численні музеї у Південному Кенсінгтоні та біля Harrods (станція Найтсбрідж), Гайд-парк та Букінгемський палац (за декілька хвилин ходьби від станції Грін-парк), площа Лестер (станція Лестер) і Ковент-Гарден (станція Ковент-гарден).

## Рухомий склад
Лінія експлуатує потяги London Underground 1973 Stock, поставлені в період з 1973 по 1975 рр. До лінії приписано 88 потягів цього типу. У пікові години працює 76 поїздів.

## Станції та дати відкриття
- Кокфостерс — відкрито 31 липня 1933, тут розташовано одно з двох депо
- Оуквуд — відкрито 13 березня 1933 року як Енфілд-Вест; 3 травня 1934 року перейменовано на Енфілд-Вест (Оуквуд); 1 вересня 1946 року перейменовано в Оуквуд
- Саутгейт — відкрито 13 березня 1933 року, в тунелі глибокого закладення
- Арнос-гроув — відкрито 19 вересня 1932 року, є колії для обороту та відстою рухомого складу
- Починається тунельна секція
- Боундз-Грін — відкрито 19 вересня 1932 року
- Вуд-Грін — відкрито 19 вересня 1932 року
- Тернпайк-лейн — відкрито 19 вересня 1932 року
- Манор-хаус — відкрито 19 вересня 1932 року
- Фінсбері-парк — відкрито 15 грудня 1906 року
- Арсенал — відкрито 15 грудня 1906 року як Гіллеспі-роуд, перейменована 31 жовтня 1932 року на Арсенал (Гейбері-гілл), в 1960-х роках додаток «Гейбері-гілл» відпав
- Голловей-роуд — відкрито 15 грудня 1906 року
- Каледоніан-роуд — відкрито 15 грудня 1906 року
- Кінгс-кросс-Сент-Панкрас — відкрито 15 грудня 1906 р. як Кінгс-кросс; у 1927 році перейменовано на Кінг-кросс (Сент-Панкрас) ; перейменований на Кінгс-кросс-Сент-Панкрас в 1933 році
- Рассел-сквер — відкрито 15 грудня 1906 року
- Голборн — відкрито 15 грудня 1906 року
- Ковент-гарден — відкрито 11 квітня 1907 року
- Лестер-сквер — відкрито 15 грудня 1906 року
- Пікаділлі-серкус — відкрито 15 грудня 1906 року
- Грін-парк — відкрито 15 грудня 1906 року як Довер-стріт; перейменовано на «Грін-парк» 18 вересня 1933 року
- Гайд-парк-корнер — відкрито 15 грудня 1906 року
- Найтсбрідж — відкрито 15 грудня 1906 року
- Саут-Кенсінгтон — відкрито 8 січня 1907 року
- Глостер-роуд — відкрито 15 грудня 1906 року; закрито 30 серпня 1987 року, знову відкрито 21 травня 1989 року
- Ерлс-корт — відкрито 15 грудня 1906 року; закрито 21 листопада 1997 року; знову відкрито 6 квітня 1998 року
- завершення тунельної дільниці
- Баронс-корт — відкрито 15 грудня 1906 року
- Гаммерсміт — відкрито 15 грудня 1906 року
- Тернем-Грін — відкрито на лінії Пікаділлі 23 червня 1963 року
- Актон-таун — відкрита 4 липня 1932 року

### Відгалуження на Хітроу
- Саут-Ілінг — обслуговує лінію Хітроу з 29 квітня 1935 року
- Нортфілдс — обслуговує лінію Хітроу з 9 січня 1933 року
- Бостон-манор — обслуговує лінію Хітроу з 13 березня 1933 року
- Остерлі — обслуговує лінію Хітроу з 13 березня 1933 року
- Гаунслоу-Іст — обслуговує лінію Хітроу з 13 березня 1933 року
- Гаунслоу-Центральне — обслуговує лінію Хітроу з 13 березня 1933 року
- Гаунслоу-Західне — обслуговує лінію Хітроу з 13 березня 1933 року
- Хаттон-кросс — відкрито 19 липня 1975 року
- Хітроу-Термінали 2, 3 — відкрито 16 грудня 1977 року як Хітроу-Центральне; 3 вересня 1983 року перейменовано на Хітроу-Центральне-Термінали 1, 2, 3; 12 квітня 1986 р. перейменована на Хітроу-Термінали 1, 2, 3, перейменовано на Хітроу-Термінали 2, 3 2 січня 2016 року
- Хітроу-Термінал 4 — відкрито 12 квітня 1986 року, закрито 7 січня 2005 року, знову відкрито 17 вересня 2006 року
- Хітроу-Термінал 5 — відкрито 27 березня 2008 року

### Відгалуження на Аксбрідж
- Ілінг-Коммон — обслуговує лінію Пікаділлі з 4 липня 1932 року
- Норт-Ілінг — обслуговує лінію Пікаділлі з 4 липня 1932 року
- Парк-Роял — обслуговує лінію Пікаділлі з 4 липня 1932 року
- Альпертон — обслуговує лінію Пікаділлі з 4 липня 1932 року
- Садбері-таун — обслуговує лінію Пікаділлі з 4 липня 1932 року
- Саут-Герроу — обслуговує лінію Пікаділлі з 4 липня 1932 року; закрито 4 липня 1935 р. і знову відкрито за день на даному місці
- Рейнерс-лейн — обслуговує лінію Пікаділлі з 23 жовтня 1933 року
- Істкот — обслуговує лінію Пікаділлі з 23 жовтня 1933 року
- Райсліп-манор — обслуговує лінію Пікаділлі з 23 жовтня 1933 року
- Райсліп — обслуговує лінію Пікаділлі з 23 жовтня 1933 року
- Ікенгем — обслуговує лінію Пікаділлі з 23 жовтня 1933 року
- Гіллінгдон — обслуговує лінію Пікаділлі з 23 жовтня 1933 року; закрито 5 грудня 1992 р. і знову відкрито за день на його поточному місці
- Аксбрідж — обслуговує лінію Пікаділлі з 23 жовтня 1933 року; закрито 3 грудня 1938 р., і знову відкрито за день на теперішньому місці